# Dios en el judaísmo

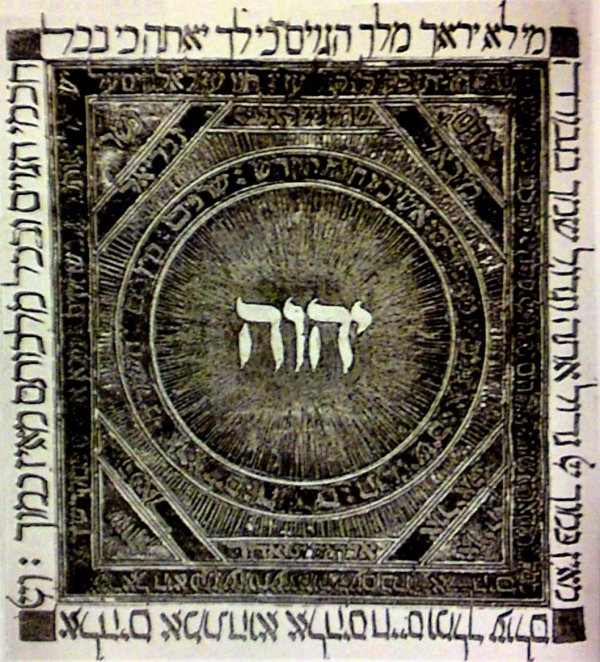
El Tetragrammaton (YHWH), el principal nombre hebreo de Dios, inscrito en la página de un texto sefardí de la Biblia hebrea (1385)

En el judaísmo, Dios es único, creador  y gobernante del universo, su concepto se ha concebido de varias maneras. Tradicionalmente, el judaísmo sostiene que Yahvé, el dios de Abraham, Isaac y Jacob y el dios nacional de los israelitas, liberó a los israelitas de la esclavitud en Egipto y les dio la Ley de Moisés en el Monte Sinaí bíblico como se describe en la Torá. De acuerdo con la corriente racionalista del judaísmo articulada por Maimónides, que más tarde llegó a dominar gran parte del pensamiento judío tradicional, se entiende a Dios como el ser absoluto, indivisible e incomparable, que es la causa última de toda la existencia, las interpretaciones tradicionales del judaísmo generalmente enfatizan que Dios es personal pero también trascendente, mientras que algunas interpretaciones modernas del judaísmo enfatizan que Dios es una fuerza o ideal.

## Nombres
El judaísmo se refiere a Dios con múltiples nombres y expresiones, muchas veces dependiendo de la corriente y las costumbres comunitarias, y hasta del contexto o la situación en la que se usa, aunque por lo general son conocidos y al menos usados de vez en cuando por todos los judíos, los nombres que se usan con más frecuencia en la Biblia hebrea son el Tetragrámaton (YHWH en hebreo: יהוה) y Elohim (אלוהים), con sus declinaciones (siendo palabra plural que acepta sufijos pronominales). Otros nombres de Dios en el judaísmo tradicional incluyen HaKadosh Baruch Hu, Adon Olam o Shejiná, entre otros, cada uno teniendo un significado literal distinto pero todos refiriéndose a Dios.
Generalmente los judíos religiosos se refieren a Dios como HaShem (lit. «el Nombre»), mientras que en oración, el Tetragrammaton se sustituye por la pronunciación Adonái (lit. «mi Señor» o «mi Maestro»). Una expresión común en el hebreo moderno para la interjección «gracias a dios» es Baruj HaShem, y existen otras expresiones derivadas de dicho léxico, que además es declinable en tercera persona (sufijo pronominal). La palabra Elohim es escrita por los ortodoxos judíos con 'k' sustituyendo la 'h' (Elokim) ya que la palabra original no se puede usar fuera de las sagradas escrituras, leyéndola con el sonido alterado o bien sustituyéndola por la pronunciación de HaShem. La mayoría de judíos, sin embargo (entre laicos y tradicionalistas), escriben y pronuncian la palabra Elohim en su forma original.

## Propiedades atribuidas a Dios
En las articulaciones modernas del judaísmo tradicional, se ha especulado que Dios es el creador eterno, omnipotente y omnisciente del universo, y la fuente de la moralidad. Dios tiene el poder de intervenir en el mundo. Maimónides describe a Dios de esta manera: "El fundamento de todos los fundamentos y el pilar de la sabiduría es saber que hay un Ser Primario que creó toda existencia. Todos los seres de los cielos, la tierra y lo que está entre ellos vinieron en existencia solo de la verdad de su ser.
Los judíos a menudo describen a Dios como omnisciente, aunque algunos filósofos judíos medievales prominentes sostuvieron que Dios no tiene conocimiento previo completo de los actos humanos. Gersónides, por ejemplo, argumentó que Dios conoce las opciones abiertas para cada individuo, pero que Dios no conoce las opciones que un individuo tomará. Abraham ibn Daud creía que Dios no era omnisciente ni omnipotente con respecto a la acción humana.
Los judíos a menudo describen a Dios como omnipotente, y ven esa idea como arraigada en la Biblia. Sin embargo, algunos teólogos judíos modernos han argumentado que Dios no es omnipotente, y han encontrado muchas fuentes bíblicas y clásicas para apoyar esta opinión.
Aunque se menciona a Dios en el Tanaj con imágenes masculinas y formas gramaticales, la filosofía judía tradicional no atribuye el género a Dios. Si bien la literatura judía agresiva y el misticismo judío se refieren en ocasiones a que Dios usa un lenguaje de género, por razones poéticas u otras, los judíos nunca entendieron que este lenguaje implica que Dios es específico de su género.
Algunos pensadores judíos modernos se preocupan por articular a Dios fuera del binario de género, un concepto visto como no aplicable a Dios.
La tradición cabalística sostiene que las emanaciones de lo divino consisten en diez aspectos, llamados sefirot.

## Concepciones de Dios

### Personal
La mayoría del judaísmo clásico ve a Dios como un dios personal, lo que significa que los humanos pueden tener una relación con Dios y viceversa. El rabino Samuel S. Cohon escribió que "Dios, tal como lo concibió el judaísmo, no es solo la Primera Causa, el Poder Creativo y la Razón Mundial, sino también el Padre vivo y amoroso de los Hombres. No solo es cósmico sino también personal ... "El monoteísmo judío piensa en Dios en términos de carácter definido o personalidad, mientras que el panteísmo se contenta con una visión de Dios como impersonal". Esto se muestra en la liturgia judía, como en el himno de Adon Olam, que incluye una "afirmación confiada" de que "Él es mi Dios, mi Dios vivo ... Quien escucha y contesta". Edward Kessler escribe que Hebreo La Biblia "describe un encuentro con un Dios que se preocupa apasionadamente y que se dirige a la humanidad en los momentos tranquilos de su existencia". El rabino británico, Jonathan Sacks, sugiere que Dios "no está distante ni distante, sino apasionado y presente".